# Комлева (Тюменская область)
Комлева — деревня в Армизонском районе Тюменской области России. Входит в состав Южно-Дубровинского сельского поселения.

## История
В «Списке населенных мест Российской империи» 1871 года издания (по сведениям 1868—1869 годов) населённый пункт упомянут как казённая деревня Сухая Ишимского округа Тобольской губернии, при озерах Сухом и Дубровном, расположенная в 160 верстах от окружного центра города Ишим. В деревне насчитывался 91 двор и проживал 461 человек (231 мужчина и 230 женщин).
В 1926 году в деревне Сухой (Комлевой) имелось 83 хозяйства и проживало 385 человек (196 мужчин и 189 женщин). В административном отношении входила в состав Южнодубровинского сельсовета Армизонского района Ишимского округа Уральской области.

## География
Деревня находится в южной части Тюменской области, в лесостепной зоне, в пределах Ишимской равнины, на юго-восточном берегу озера Сухого, на расстоянии примерно 17 километров (по прямой) к югу от села Армизонское, административного центра района. Абсолютная высота — 138 метров над уровнем моря.
Климат
Климат резко континентальный с теплым летом и суровой холодной зимой. Годовое количество осадков — 310 мм. Средняя температура января составляет −18,2 °C, июля — +18,1 °C.
Часовой пояс
Деревня Раздолье, как и вся Тюменская область, находится в часовой зоне МСК+2. Смещение применяемого времени относительно UTC составляет +5:00.

## Население
| 1989 | 2002 | 2010 |
| ---- | ---- | ---- |
| 96   | ↘61  | ↘37  |

Гендерный состав
По данным Всероссийской переписи населения 2010 года в гендерной структуре населения мужчины составляли 59,5 %, женщины — соответственно 40,5 %.
Национальный состав
Согласно результатам переписи 2002 года, в национальной структуре населения русские составляли 79 % из 61 чел.

## Улицы
Уличная сеть деревни состоит из одной улицы (ул. Степная).